# Alchemilla stellaris
Alchemilla stellaris é uma espécie de rosácea do gênero Alchemilla, pertencente à família Rosaceae.